# Paseky nad Jizerou
Paseky nad Jizerou är en ort i Tjeckien. Den ligger i den norra delen av landet, 100 km nordost om huvudstaden Prag. Paseky nad Jizerou ligger 662 meter över havet och antalet invånare är 253.
Terrängen runt Paseky nad Jizerou är kuperad. Runt Paseky nad Jizerou är det ganska tätbefolkat, med 58 invånare per kvadratkilometer. Närmaste större samhälle är Jablonec nad Nisou, 16,2 km väster om Paseky nad Jizerou. I omgivningarna runt Paseky nad Jizerou växer i huvudsak blandskog.